# Philodendron heleniae
Philodendron heleniae är en kallaväxtart som beskrevs av Thomas Bernard Croat. Philodendron heleniae ingår i släktet Philodendron och familjen kallaväxter.

## Underarter
Arten delas in i följande underarter:
- P. h. amazonense
- P. h. heleniae